# Operacja Skok-1
Operacja Skok-1 (chorw. Operacija Skok-1, ang. Operation Leap-1) – jednodniowa, wspólna operacja wojskowa sił Armii Chorwackiej (HV) i Chorwackiej Rady Obrony (HVO) przeprowadzona, 7 kwietnia 1995 r., w rejonie pasma górskiego Dinara i doliny Livanjsko Polje. Jedna z czterech kolejnych operacji, obok Zima ’94, Skok-2 i Lato ’94, wchodzących w skład większej chorwackiej ofensywy w południowo-zachodniej Bośni.

## Preludium
Pod koniec 1994 r., za pośrednictwem prezydenta Stanów Zjednoczonych, Jimmy'ego Cartera, Serbowie i Muzułmanie podpisali czteromiesięczne zawieszenie broni. 2 stycznia 1995 r. do porozumienia dołączyli Chorwaci. Po udanej chorwackiej operacji Operacja Zima ’94 Sztab Generalny SVK dostrzegał nadciągające zagrożenie z rejonu Livanjsko Polje. Serbowie podjęli decyzję, że za obronę i koordynację działań w rejonie pasma górskiego Dinara odpowiadać będzie 7 Korpus Połnocnodalmatyński SVK. Serbowie zmuszeni byli rozlokować w rejonie dodatkowe siły. Ponadto kilkukrotnie, łamiąc postanowienia rozejmowe, próbowali bez powodzenia odbić zajęte tereny na obszarze Livanjsko Polje. Siły chorwackie utrzymywały wcześniej zajęte tereny. Wraz z wiosną, sprzyjającymi warunkami pogodowymi i wygasającym zawieszeniem broni, rosło zagrożenie chorwackich pozycji. Aby mu zapobiec, dowództwo ZP Split pod komendą gen. Ante Gotoviny, rozpoczęło przygotowania do operacji poszerzenia kontrolowanych terenów i zajęcia dogodniejszych pozycji, co w dłuższej perspektywie ułatwiłoby również zdobycie ostatecznego celu Chorwatów przed Operacją Burza, czyli miasta Bosansko Grahovo – bramy do Kninu. Chorwaci podjęli decyzję o przeprowadzeniu operacji Skok-1.
Cele operacji:
- szybką i zaskakującą ofensywą zająć dogodne pozycje po zachodniej stronie pasma Dinara i doliny Livanjsko Polje,
- zbliżyć się do nieprzyjacielskich umocnień w rejonie wsi Unište (kluczowy punkt na trasie Bosansko Grahovo–Knin) i Cetiny (stanowiska artylerii SVK),
- zabezpieczenie zachodniej flanki w górach Dinara i zapobiegnięcie możliwości kontrataku wroga z kierunku Kijevo-Unište w celu odzyskania utraconych zimą pozycji.

Natarcie miało zająć 1-2 dni.

## Przebieg i rezultat
W trakcie zimy w rejonie pasma Dinara również chorwaci łamali postanowienia rozejmowe, dokonując pewnych niewielkich posunięć. Po operacji Zima ’95 obszar Livanjsko Polje znalazł się w centrum uwagi obu stron. Oddziały HV i HVO przesuwały się w kierunku dogodniejszych pozycji. Jednym z większych chorwackich sukcesów w tym czasie było zajęcie kilku wzniesień pasma Dinara w dniach 14–18 marca. Wtedy to 4. Zmechanizowana Gwardyjska Brygada, przy wsparciu 126. Pułku Domobranów, zajęła i utrzymała dwie istotne szczyty – Presedla i Jankovo Brdo.
Główna ofensywa została przeprowadzona 7 kwietnia ok. godz. 6–7 i w tym też dniu zakończyła się sukcesem. Ofensywę przeprowadziła 7. Gwardyjska Brygada (zmieniła 4. Gwardyjską) z pomocą 126. Pułku Domobranów. Chorwaci zdobyli kilka szczytów, wdarli się na 5 km w głąb terytorium serbskiego i poszerzyli front do 15 km; zajęli łącznie 75 km². Serbowie przeprowadzili ograniczony kontratak. 14 kwietnia chorwacka 7. Gwardyjska Brygada ponownie zajęła kilka wzniesień ostatecznie stabilizując front w rejonie Livanjsko Polje i pasma Dinara na linii wsi Sajković. Pozycji serbskich broniła 9. Brygada Lekkiej Piechoty z 2. Korpusu Krajina VRS. Cele operacji zostały osiągnięte. Siły chorwackie nie poniosły strat. W mniej istotnej wschodniej części Livanjsko Polje Chorwaci utrzymali zajęte wcześniej pozycje, bez znaczących posunięć taktycznych.
Ważną rolę w przebiegu operacji odegrały chorwackie wojska inżynieryjne, torując drogę przez niedostępny zalesiony obszar górski. Dzięki temu wojska operacyjne miały możliwość wjechania na góry Dinara czołgami i artylerią, co okazało się kluczowe w kolejnych operacjach – Skok-2, Lato ’95 i ostatecznie, Operacji Burza.